# Massa-Carrara (tỉnh)
Tỉnh Massa-Carrara (tiếng Ý: Provincia di Massa-Carrara) là một tỉnh thuộc vùng Toscana của Italia. Tỉnh này được đặt tên theo hai thị xã chính của tỉnh là: Carrara và thủ phủ Massa.

## Địa lý và hành chính
Tỉnh có diện tích 1.157 km², dân số 200.695 người (năm 2005). Có 17 đô thị (comuni) (singular: comune) trong tỉnh này. Tại thời điểm ngày 30 tháng 6 năm 2005, các đô thị với dân số như sau:
| Đô thị                   | Dân số |
| ------------------------ | ------ |
| Massa                    | 69.097 |
| Carrara                  | 65.221 |
| Aulla                    | 10.529 |
| Montignoso               | 10.154 |
| Fivizzano                | 8.947  |
| Pontremoli               | 8.112  |
| Licciana Nardi           | 4.892  |
| Villafranca in Lunigiana | 4.663  |
| Fosdinovo                | 4.642  |
| Mulazzo                  | 2.593  |
| Filattiera               | 2.411  |
| Tresana                  | 2.052  |
| Podenzana                | 1.996  |
| Bagnone                  | 1.975  |
| Zeri                     | 1.296  |
| Casola in Lunigiana      | 1.193  |
| Comano                   | 773    |

## Kinh tế
Kinh tế tỉnh dựa vào sản xuất đá cẩm thạch trắng Carrara nổi tiếng được tiêu thụ khắp thế giới.